# Diplotaxis sundingii
Diplotaxis sundingii là một loài thực vật có hoa trong họ Cải. Loài này được Rustan mô tả khoa học đầu tiên năm 1996.